# Fórmula V
Fórmula V  war eine spanische Pop-Gruppe aus Madrid, anfänglich bestehend aus Francisco Pastor (Gesang), Antonio Sevilla (Schlagzeug), Mariano Sanz (Bass), Amador Flores (Orgel) und Joaquín de la Peña (Gitarre).

## Geschichte
Die Anfänge von Fórmula V datieren auf 1967, dem Jahr des Zusammenschlusses der beiden Madrilener Bands „Los Rostros“ und „Los Jíbaros“. Deren Mitglieder hatten sich schon auf einigen Konzerten in der Stadt kennengelernt und gaben sich den Namen „Los Cambios“.
Bis 1968 wollte sich allerdings kein Erfolg einstellen. In diesem Jahr hörte José Nieto (ein ehemaliges Mitglied bei „Los Pekenikes“) die Gruppe spielen und brachte sie mit Maryní Callejo zusammen, der künstlerischen Direktorin, die schon mit Los Brincos und Los Relámpagos triumphiert hatte. Callejo holte sich die fünf viel versprechenden jungen Musiker, um dieses Projekt unter dem aufmerksamen Blick der Marke Philips zu realisieren, nicht ohne vorher den Namen der Band in Fórmula V geändert zu haben. Sie selbst – als Arrangeurin und Produzentin – und zwei Mitglieder von Los Relámpagos (Pablo Herrero und José Luis Arementeros), die mitarbeiteten, sollten die viel versprechenden jungen Musiker formen und zum Maßstab für die spanische Musik in den Sommern der späten 60er und der frühen 70er Jahre machen So gelang es der Gruppe Fórmula V, mit Mi día de suerte es hoy und Vuelve a casa, der Übersetzung des Erfolgs Come home der bekannten britischen Gruppe Dave Clark Five, ihre erste Single-Schallplatte herauszubringen. Schon in diesen Singles wird das Markenzeichen der Gruppe deutlich: auf kommerziellen Erfolg zielende Lieder in einem jugendlichen, lässigen und einprägsamen Stil, sehr im Einklang mit der Art Musik, die man zu dieser Zeit hörte.
Im Jahr 1968 konnte die Gruppe dann auch ihren Durchbruch mit dem Titel Tengo tu Amor feiern. Durch ihn wurde Fórmula V zur Entdeckung des Jahres und stieg in der Hitparade schnell zur Nummer eins auf. Von da an riss die Erfolgsserie mit: Cuéntame und Cenicienta (1969), Jenny Artichoke (1970), Vacaciones de Verano (1972) Eva María (1973), Loco, Casi Loco und La Fiesta de Blas (1974) nicht mehr ab. Ihr Ruhm verbreitete sich bis nach Südamerika und auch nach Kuba, wo sich die Gruppe bis heute großer Beliebtheit erfreut. Die Karibik-Insel besuchten sie auch während ihrer
Wiedervereinigungs-Tourneen während der Neunzigerjahre.
Auch ihre Kleidung trug zu ihrer Unverwechselbarkeit bei: weiße Smokings, schwarze Hosen und beige oder blaue Satinhemden, die sowohl ihren Modegeschmack als auch ihren Musikstil sehr passend ausdrückten. Abgesehen von ihren musikalischen Erfolgen spielten die Mitglieder von Fórmula V auch die Hauptrollen in einigen Filmen: Un, dos, tres, al escondite inglés (1968) unter Regie von por Iván Zulueta und A 45 revoluciones por minuto (1969) von Pedro Lazaga.
Im Jahr 1975 beschlossen die fünf Angehörigen der Band einvernehmlich, das Projekt „Fórmula V“ zu beenden. Erst im Jahr 1986 traten sie noch einmal gemeinsam auf, nachdem sie sich elf Jahre nicht gesehen hatten. Es handelte sich um eine Gala des Fernsehsenders TVE, organisiert von Fernando Navarrete.
Seit 1995 geben sie zusammen mit „Los Diablos“ regelmäßig Konzerte und haben auch diverse CDs aufgenommen, deren erste – „Fórmula-Diablos“ – den Gold-Status erreichen konnte.

## Songtexte
- Cenicienta
- Cuéntame
- Eva María
- La Fiesta de Blas
- Tengo tu Amor
- Vacaciones de Verano